# Вычитатель
В электронике вычитатель может быть выполнен, используя такой же подход, как и в сумматоре.
Возможны как минимум два вида вычитателей:
1. Вычитатель в прямых кодах.
2. Вычитатель в дополнительных кодах, на обычном сумматоре с аппаратным получением кода второго дополнения

## Вычитатель впрямых кодах
Как и в сумматоре, в большинстве случаев вычислений многобитных чисел, в выполнении вычитания для каждого разряда участвуют три операнда: уменьшаемое ({\displaystyle X_{i}}), первое вычитаемое ({\displaystyle Y_{i}}) и второе вычитаемое ({\displaystyle B_{i}}) - бит займа в предыдущий (менее значащий) разряд вычитателя.
Два выхода являются битом разности ({\displaystyle D_{i}}) и битом займа из i+1 разряда ({\displaystyle B_{i+1}}).
{\displaystyle D_{i}=X_{i}\oplus Y_{i}\oplus B_{i}=} f(3,1,150)10(Xi,Yi,Bi)
карта Карно {\displaystyle B_{i}(1,2,3,7)}
{\displaystyle \ B_{i+1}=} f(3,1,216)10(Xi,Yi,Bi)
Таблица истинности для двоичного вычитателя: 
f(11,10,110100010010110)2(x,y,z)=f(3,2,55446)10(x,y,z)
| X | Y | Z(N-1) | R=X {\displaystyle \oplus } Y {\displaystyle \oplus }Z= f(3,1,150)10(x,y,z) | Z(N+1)= f(3,1,216)10(x,y,z) |
| - | - | ------ | --------------------------------------------------------------------------- | --------------------------- |
| 0 | 0 | 0      | 0                                                                           | 0                           |
| 0 | 0 | 1      | 1                                                                           | 1                           |
| 0 | 1 | 0      | 1                                                                           | 1                           |
| 0 | 1 | 1      | 0                                                                           | 1                           |
| 1 | 0 | 0      | 1                                                                           | 0                           |
| 1 | 0 | 1      | 0                                                                           | 0                           |
| 1 | 1 | 0      | 0                                                                           | 0                           |
| 1 | 1 | 1      | 1                                                                           | 1                           |

Z(N+1) - бит займа из n+1 разряд
 
Z(N-1) - бит займа в n-1 разряда, второе вычитаемое
 
Для уменьшения стоимости вычитатель обычно выполняется внутри двоичного сумматора. Сумматор-вычитатель снабжается переключателем сложение/вычитание.

## Вычитатель вдополнительных кодах
Вычитатель в дополнительных кодах строится на обычном сумматоре с аппаратным получением кода второго дополнения.

Процесс двоичного вычитания с использованием обычного сумматора и с аппаратным получением кода второго дополнения описан ниже.

При вычитании на обычном сумматоре для второго операнда используется стандартная запись второго дополнения (дополнительный код).
 Чтобы получить первое дополнение, второй операнд инвертируется.
 Чтобы получить второе дополнение, к инверсии второго операнда добавляется единица, используя вход переноса.
{\displaystyle -B={\bar {B}}+1} (определение отрицания второго дополнения)
{\displaystyle {\begin{alignedat}{2}A-B&=A+(-B)\\&=A+{\bar {B}}+1\\\end{alignedat}}}